# 莉莉丝 (公司)
莉莉丝（LiLiTH、LILITH）是日本的游戏股份有限公司，于2003年设立，代表作《对魔忍》。

## 概要
主要经营含有喜剧要素的恋爱题材等明朗气氛的作品。与同系列不同标签的“黑莉莉丝”相对，有时也被称为“白莉莉丝”。
不同全名：
1. LiLiTH（リリス）
2. BLACK LiLiTH（ブラックリリス）
3. ANIME LiLiTH（アニメリリス）
4. LiLiTH MIST（リリスミスト）
5. LO-LILITH（りとるなおんなのこ）

## 作品
- 监狱战舰
- 精灵公主妮娜/エルフ姫ニィーナ～受胎蹂躙～
- 特务搜查官/特务捜査官レイ&风子
- 魔法少女伊斯卡/魔法少女イスカ
- 魔界骑士英格丽德/魔界骑士イングリッド
- 战乙女苏菲亚/戦乙女スヴィア
- 对魔忍
- 宇宙海贼萨拉